# 埃默里 (犹他州)
埃默里（英文：Emery），是美国犹他州埃默里县下属的一座城市。建市于 1881年，面积大约为1.17平方英里（3平方公里），海拔约为6,253英尺（1,906米）。根据2010年美国人口普查，该市有人口288人。